# Рејнџер (Џорџија)
Рејнџер (Џорџија) (енгл. Ranger) град је у америчкој савезној држави Џорџија. По попису становништва из 2010. у њему је живело 131 становника.

## Демографија
Према попису становништва из 2010. у граду је живело 131 становника, што је 46 (54,1%) становника више него 2000. године.
| Група             | 2000.      | 2010.       |
| Белци             | 83 (97,6%) | 129 (98,5%) |
| Афроамериканци    | 0 (0,0%)   | 0 (0,0%)    |
| Азијати           | 0 (0,0%)   | 0 (0,0%)    |
| Хиспаноамериканци | 2 (2,4%)   | 2 (1,5%)    |
| Укупно            | 85         | 131         |